# Deuxième circonscription du Cher
La deuxième circonscription du Cher est l'une des trois circonscriptions législatives françaises que compte le département du Cher (18) situé en région Centre-Val de Loire.

## Description géographique et démographique

### De 1958 à 1986
La deuxième circonscription du Cher était composée de :
- Canton d'Argent-sur-Sauldre
- Canton d'Aubigny-sur-Nère
- Canton de La Chapelle-d'Angillon
- Canton de Graçay
- Canton de Léré
- Canton de Lury-sur-Arnon
- Canton de Mehun-sur-Yèvre
- Canton de Sancerre
- Canton de Graçay
- Canton de Vierzon

Source : Journal Officiel du 14-15 Octobre 1958.

### Depuis 1988
La deuxième circonscription du Cher est délimitée par le découpage électoral de la loi no 86-1197 du 24 novembre 1986
, elle regroupe les divisions administratives suivantes :
- Canton de Bourges-1, soit Bourges-Nord,
- Canton de Chârost,
- Canton de Graçay,
- Canton de Lury-sur-Arnon,
- Canton de Mehun-sur-Yèvre,
- Canton de Saint-Doulchard,
- Canton de Vierzon-1,
- Canton de Vierzon-2.

D'après le recensement général de la population en 1999, réalisé par l'Institut national de la statistique et des études économiques (INSEE), la population totale de cette circonscription est estimée à 98481 habitants,.

## Historique des députations
| Législature | Début de mandat | Fin de mandat  | Député                 | Parti politique | Observations |
| ----------- | --------------- | -------------- | ---------------------- | --------------- | --- |
| Ire         | 9 décembre 1958 | 9 octobre 1962 | Jean Boinvilliers      | UNR             | Mandat écourté à la suite d'une dissolution parlementaire décidée par Charles de Gaulle.                                                                       |
| IIe         | 6 décembre 1962 | 2 avril 1967   | Jean Boinvilliers      | UNR             | |
| IIIe        | 3 avril 1967    | 30 mai 1968    | Jean Boinvilliers      | UD-VeR          | Mandat écourté à la suite d'une dissolution parlementaire décidée par Charles de Gaulle.                                                                       |
| IVe         | 11 juillet 1968 | 1er avril 1973 | Jean Boinvilliers      | UDR             | |
| Ve          | 2 avril 1973    | 2 avril 1978   | Jean Boinvilliers      | UDR             | |
| VIe         | 3 avril 1978    | 22 mai 1981    | Jean Boinvilliers      | RPR             | Mandat écourté à la suite d'une dissolution parlementaire décidée par François Mitterrand.                                                                     |
| VIIe        | 2 juillet 1981  | 1er avril 1986 | Jean Rousseau          | PS              | |
| VIIIe       | 2 avril 1986    | 14 mai 1988    | Aucun                  | Aucun           | Proportionnelle par département, pas de député par circonscription. Mandat écourté à la suite d'une dissolution parlementaire décidée par François Mitterrand. |
| IXe         | 23 juin 1988    | 1er avril 1993 | Jacques Rimbault       | PCF             | |
| Xe          | 2 avril 1993    | 21 avril 1997  | Franck Thomas-Richard, | UDF,            | Mandat écourté à la suite d'une dissolution parlementaire décidée par Jacques Chirac.                                                                          |
| XIe         | 12 juin 1997    | 18 juin 2002   | Jean-Claude Sandrier   | PCF             | |
| XIIe        | 19 juin 2002    | 19 juin 2007   | Jean-Claude Sandrier,  | PCF,            | |
| XIIIe       | 20 juin 2007    | 19 juin 2012   | Jean-Claude Sandrier   | PCF             | |
| XIVe        | 20 juin 2012    | 20 juin 2017   | Nicolas Sansu          | PCF             | |
| XVe         | 21 juin 2017    | 21 juin 2022   | Nadia Essayan          | MoDem           | |
| XVIe        | 22 juin 2022    | 9 juin 2024    | Nicolas Sansu          | PCF-NUPES       | Mandat écourté à la suite d'une dissolution parlementaire décidée par Emmanuel Macron.                                                                         |

## Historique des élections

### Élections de 1958
| Candidat       | Candidat              | Parti          | Premier tour | Premier tour | Second tour | Second tour |  |
| Candidat       | Candidat              | Parti          | Voix         | %            | Voix        | %           |  |
| -------------- | --------------------- | -------------- | ------------ | ------------ | ----------- | ----------- |  |
|                | Léo Mérigot           | PCF            | 15 503       | 32,1         | 19 472      | 40,17       |  |
|                | Jean Boinvilliers élu | UNR            | 11 227       | 23,25        | 29 005      | 59,83       |  |
|                | Tom Hainguerlot       | CNIP           | 6 236        | 12,91        | Retrait     | Retrait     |  |
|                | Pierre Cocu           | SFIO           | 5 505        | 11,4         | Retrait     | Retrait     |  |
|                | Arthur Edmond Ferragu | Extrême droite | 5 079        | 10,52        | Retrait     | Retrait     |  |
|                | Jacques Mallet        | MRP            | 4 740        | 9,82         | Retrait     | Retrait     |  |
|                |                       |                |              |              |             |             |  |
| Inscrits       | Inscrits              | Inscrits       | 63 561       | 100,00       | 63 526      | 100,00      |  |
| Abstentions    | Abstentions           | Abstentions    | 14 255       | 22,43        | 13 894      | 21,87       |  |
| Votants        | Votants               | Votants        | 49 306       | 77,57        | 49 632      | 78,13       |  |
| Blancs et nuls | Blancs et nuls        | Blancs et nuls | 1 016        | 2,06         | 1 155       | 2,33        |  |
| Exprimés       | Exprimés              | Exprimés       | 48 290       | 97,94        | 48 477      | 97,67       |  |

Le Docteur Jean Matsoukis, conseiller municipal de Vierzon, était le suppléant de Jean Boinvilliers.

### Élections de 1962
| Candidat       | Candidat                        | Parti          | Premier tour | Premier tour | Second tour | Second tour |  |
| Candidat       | Candidat                        | Parti          | Voix         | %            | Voix        | %           |  |
| -------------- | ------------------------------- | -------------- | ------------ | ------------ | ----------- | ----------- |  |
|                | Jean Boinvilliers sortant réélu | UNR-UDT        | 17 025       | 40,55        | 23 700      | 52,31       |  |
|                | Marcel Cherrier                 | PCF            | 15 767       | 37,55        | 21 606      | 47,69       |  |
|                | Maurice Caron                   | SFIO           | 4 401        | 10,48        | Retrait     | Retrait     |  |
|                | Émile Nihou                     | Extrême droite | 3 044        | 7,25         | Retrait     | Retrait     |  |
|                | Jean Vacher-Desvernais          | Radsoc         | 1 752        | 4,17         |             |             |  |
|                |                                 |                |              |              |             |             |  |
| Inscrits       | Inscrits                        | Inscrits       | 63 654       | 100,00       | 63 619      | 100,00      |  |
| Abstentions    | Abstentions                     | Abstentions    | 20 587       | 32,34        | 16 350      | 25,7        |  |
| Votants        | Votants                         | Votants        | 43 067       | 67,66        | 47 269      | 74,3        |  |
| Blancs et nuls | Blancs et nuls                  | Blancs et nuls | 1 078        | 2,5          | 1 963       | 4,15        |  |
| Exprimés       | Exprimés                        | Exprimés       | 41 989       | 97,5         | 45 306      | 95,85       |  |

Albert Jacquet, inspecteur divisionnaire honoraire de la SNCF, Président du Conseil Général, maire de Marmagne, était suppléant de Jean Boinvilliers.

### Élections de 1967
| Candidat       | Candidat                        | Parti          | Premier tour | Premier tour | Second tour | Second tour |  |
| Candidat       | Candidat                        | Parti          | Voix         | %            | Voix        | %           |  |
| -------------- | ------------------------------- | -------------- | ------------ | ------------ | ----------- | ----------- |  |
|                | Jean Boinvilliers sortant réélu | UD-Ve          | 20 695       | 40,37        | 25 374      | 50,03       |  |
|                | Fernand Micouraud               | PCF            | 18 556       | 36,2         | 25 347      | 49,97       |  |
|                | Gilbert Driancourt              | CD (PDM)       | 6 514        | 12,71        | Retrait     | Retrait     |  |
|                | Jacques Dreyfuss                | FGDS           | 5 496        | 10,72        |             |             |  |
|                |                                 |                |              |              |             |             |  |
| Inscrits       | Inscrits                        | Inscrits       | 64 071       | 100,00       | 64 060      | 100,00      |  |
| Abstentions    | Abstentions                     | Abstentions    | 11 683       | 18,23        | 11 619      | 18,14       |  |
| Votants        | Votants                         | Votants        | 52 388       | 81,77        | 52 441      | 81,86       |  |
| Blancs et nuls | Blancs et nuls                  | Blancs et nuls | 1 127        | 2,15         | 1 720       | 3,28        |  |
| Exprimés       | Exprimés                        | Exprimés       | 51 261       | 97,85        | 50 721      | 96,72       |  |

Pierre Jacquet, professeur au lycée de Vierzon était le suppléant de Jean Boinvilliers.

### Élections de 1968
| Candidat       | Candidat                        | Parti          | Premier tour | Premier tour | Second tour | Second tour |  |
| Candidat       | Candidat                        | Parti          | Voix         | %            | Voix        | %           |  |
| -------------- | ------------------------------- | -------------- | ------------ | ------------ | ----------- | ----------- |  |
|                | Jean Boinvilliers sortant réélu | UDR (URP)      | 22 655       | 44,07        | 27 970      | 55,56       |  |
|                | Fernand Micouraud               | PCF            | 17 492       | 34,02        | 22 371      | 44,44       |  |
|                | Gilbert Driancourt              | CD (PDM)       | 6 691        | 13,01        | Retrait     | Retrait     |  |
|                | Marcel Merlan                   | FGDS (SFIO)    | 2 509        | 4,88         |             |             |  |
|                | André Tinturier                 | PSU            | 2 064        | 4,01         |             |             |  |
|                |                                 |                |              |              |             |             |  |
| Inscrits       | Inscrits                        | Inscrits       | 63 593       | 100,00       | 63 563      | 100,00      |  |
| Abstentions    | Abstentions                     | Abstentions    | 11 484       | 18,06        | 11 704      | 18,41       |  |
| Votants        | Votants                         | Votants        | 52 109       | 81,94        | 51 859      | 81,59       |  |
| Blancs et nuls | Blancs et nuls                  | Blancs et nuls | 698          | 1,34         | 1 518       | 2,93        |  |
| Exprimés       | Exprimés                        | Exprimés       | 51 411       | 98,66        | 50 341      | 97,07       |  |

Pierre Jacquet était suppléant de Jean Boinvilliers.

### Élections de 1973
| Candidat       | Candidat                        | Parti                     | Premier tour | Premier tour | Second tour | Second tour |  |
| Candidat       | Candidat                        | Parti                     | Voix         | %            | Voix        | %           |  |
| -------------- | ------------------------------- | ------------------------- | ------------ | ------------ | ----------- | ----------- |  |
|                | Fernand Micouraud               | PCF                       | 18 526       | 34,53        | 26 092      | 48,41       |  |
|                | Jean Boinvilliers sortant réélu | UDR (URP)                 | 17 185       | 32,03        | 27 803      | 51,59       |  |
|                | Gilbert Driancourt              | CD (MR)                   | 5 427        | 10,11        |             |             |  |
|                | Pierre Karmann                  | CNIP                      | 5 343        | 9,96         |             |             |  |
|                | Claude Bernardy                 | PS (UGSD)                 | 4 384        | 8,17         |             |             |  |
|                | Roger Perrot                    | LO                        | 1 741        | 3,24         |             |             |  |
|                | Xavier Moissinac-Massénat       | Divers droite (Gaulliste) | 1 050        | 1,96         |             |             |  |
|                |                                 |                           |              |              |             |             |  |
| Inscrits       | Inscrits                        | Inscrits                  | 65 941       | 100,00       | 65 892      | 100,00      |  |
| Abstentions    | Abstentions                     | Abstentions               | 11 132       | 16,88        | 10 055      | 15,26       |  |
| Votants        | Votants                         | Votants                   | 54 809       | 83,12        | 55 837      | 84,74       |  |
| Blancs et nuls | Blancs et nuls                  | Blancs et nuls            | 1 153        | 2,1          | 1 942       | 3,48        |  |
| Exprimés       | Exprimés                        | Exprimés                  | 53 656       | 97,9         | 53 895      | 96,52       |  |

Pierre Jacquet était suppléant de Jean Boinvilliers.

### Élections de 1978
| Candidat       | Candidat                        | Parti                     | Premier tour | Premier tour | Second tour | Second tour |  |
| Candidat       | Candidat                        | Parti                     | Voix         | %            | Voix        | %           |  |
| -------------- | ------------------------------- | ------------------------- | ------------ | ------------ | ----------- | ----------- |  |
|                | Jean Boinvilliers sortant réélu | RPR                       | 26 559       | 42,87        | 32 579      | 51,05       |  |
|                | Fernand Micouraud               | PCF                       | 19 921       | 32,16        | 31 244      | 48,95       |  |
|                | Jean Rousseau                   | PS                        | 10 560       | 17,05        | Retrait     | Retrait     |  |
|                | Jean-Jacques Prodhomme          | LO                        | 2 065        | 3,33         |             |             |  |
|                | Pierre Malraux                  | Divers droite (Gaulliste) | 1 658        | 2,68         |             |             |  |
|                | Jean-Francis Aussudre           | MDD                       | 1 186        | 1,91         |             |             |  |
|                |                                 |                           |              |              |             |             |  |
| Inscrits       | Inscrits                        | Inscrits                  | 74 428       | 100,00       | 74 232      | 100,00      |  |
| Abstentions    | Abstentions                     | Abstentions               | 11 077       | 14,88        | 8 831       | 11,9        |  |
| Votants        | Votants                         | Votants                   | 63 351       | 85,12        | 65 401      | 88,1        |  |
| Blancs et nuls | Blancs et nuls                  | Blancs et nuls            | 1 402        | 2,21         | 1 578       | 2,41        |  |
| Exprimés       | Exprimés                        | Exprimés                  | 61 949       | 97,79        | 63 823      | 97,59       |  |

Pierre Jacquet était suppléant de Jean Boinvilliers.

### Élections de 1981
| Candidat       | Candidat                  | Parti             | Premier tour | Premier tour | Second tour | Second tour |  |
| Candidat       | Candidat                  | Parti             | Voix         | %            | Voix        | %           |  |
| -------------- | ------------------------- | ----------------- | ------------ | ------------ | ----------- | ----------- |  |
|                | Jean Boinvilliers sortant | RPR (UNM)         | 20 066       | 36,00        | 26 560      | 44,12       |  |
|                | Jean Rousseau élu         | PS                | 15 332       | 27,51        | 33 642      | 55,88       |  |
|                | Fernand Micouraud         | PCF               | 14 335       | 25,72        | Retrait     | Retrait     |  |
|                | Didier Doucet             | Divers droite     | 3 940        | 7,07         |             |             |  |
|                | Denis Lemercier           | Divers écologiste | 880          | 1,58         |             |             |  |
|                | Sylvie Cerveau            | LO                | 675          | 1,21         |             |             |  |
|                | Pierre Malraux            | Divers gauche     | 506          | 0,91         |             |             |  |
|                |                           |                   |              |              |             |             |  |
| Inscrits       | Inscrits                  | Inscrits          | 76 055       | 100,00       | 76 034      | 100,00      |  |
| Abstentions    | Abstentions               | Abstentions       | 19 520       | 25,67        | 14 562      | 19,15       |  |
| Votants        | Votants                   | Votants           | 56 535       | 74,33        | 61 472      | 80,85       |  |
| Blancs et nuls | Blancs et nuls            | Blancs et nuls    | 801          | 1,42         | 1 270       | 2,07        |  |
| Exprimés       | Exprimés                  | Exprimés          | 55 734       | 98,58        | 60 202      | 97,93       |  |

Le suppléant de Jean Rousseau était Rolland Baduel, bûcheron, maire-adjoint de Vierzon.

### Élections de 1988
| Candidat       | Candidat                       | Parti           | Premier tour | Premier tour | Second tour | Second tour |  |
| Candidat       | Candidat                       | Parti           | Voix         | %            | Voix        | %           |  |
| -------------- | ------------------------------ | --------------- | ------------ | ------------ | ----------- | ----------- |  |
|                | Jacques Rimbault sortant réélu | PCF             | 15 429       | 35,94        | 27 205      | 59,82       |  |
|                | Pierre Le Cocq                 | UDF (URC) (URC) | 11 903       | 27,73        | 18 273      | 40,18       |  |
|                | Jean Rousseau                  | PS              | 11 865       | 27,64        | Retrait     | Retrait     |  |
|                | François Scheid                | FN              | 3 217        | 7,49         |             |             |  |
|                | Bernard Donati                 | Divers droite   | 517          | 1,2          |             |             |  |
|                |                                |                 |              |              |             |             |  |
| Inscrits       | Inscrits                       | Inscrits        | 67 545       | 100,00       | 67 498      | 100,00      |  |
| Abstentions    | Abstentions                    | Abstentions     | 23 732       | 35,14        | 20 376      | 30,19       |  |
| Votants        | Votants                        | Votants         | 43 813       | 64,86        | 47 122      | 69,81       |  |
| Blancs et nuls | Blancs et nuls                 | Blancs et nuls  | 882          | 2,01         | 1 644       | 3,49        |  |
| Exprimés       | Exprimés                       | Exprimés        | 42 931       | 97,99        | 45 478      | 96,51       |  |

Le Docteur Roger Coulon, conseiller général du canton de Vierzon-2, maire-adjoint de Vierzon, était suppléant de Jacques Rimbault.

### Élections de 1993
| Candidat       | Candidat                  | Parti          | Premier tour | Premier tour | Second tour | Second tour |  |
| Candidat       | Candidat                  | Parti          | Voix         | %            | Voix        | %           |  |
| -------------- | ------------------------- | -------------- | ------------ | ------------ | ----------- | ----------- |  |
|                | Jacques Rimbault sortant  | PCF            | 12 304       | 28,24        | 21 589      | 47,94       |  |
|                | Franck Thomas-Richard élu | UDF (PR)       | 12 286       | 28,2         | 23 442      | 52,06       |  |
|                | François Scheid           | FN             | 5 389        | 12,37        |             |             |  |
|                | Jean Rousseau             | GÉ (EÉ)        | 4 128        | 9,47         |             |             |  |
|                | Max Albizatti             | diss. UDF      | 3 093        | 7,1          |             |             |  |
|                | André Gagneux             | PS (ADFP)      | 2 221        | 5,1          |             |             |  |
|                | Jean-Pierre Baguette      | LT-LNÉ         | 1 394        | 3,2          |             |             |  |
|                | Colette Cordat            | LO             | 1 150        | 2,64         |             |             |  |
|                | Claude Debéda             | MDC            | 911          | 2,09         |             |             |  |
|                | Hatuey Berdasco           | Divers         | 699          | 1,6          |             |             |  |
|                |                           |                |              |              |             |             |  |
| Inscrits       | Inscrits                  | Inscrits       | 68 335       | 100,00       | 68 308      | 100,00      |  |
| Abstentions    | Abstentions               | Abstentions    | 22 182       | 32,46        | 20 407      | 29,87       |  |
| Votants        | Votants                   | Votants        | 46 153       | 67,54        | 47 901      | 70,13       |  |
| Blancs et nuls | Blancs et nuls            | Blancs et nuls | 2 578        | 5,59         | 2 870       | 5,99        |  |
| Exprimés       | Exprimés                  | Exprimés       | 43 575       | 94,41        | 45 031      | 94,01       |  |

François des Georges, chef d'entreprise, était suppléant de Franck Thomas-Richard.

### Élections de 1997
| Candidat       | Candidat                      | Parti          | Premier tour | Premier tour | Second tour | Second tour |  |
| Candidat       | Candidat                      | Parti          | Voix         | %            | Voix        | %           |  |
| -------------- | ----------------------------- | -------------- | ------------ | ------------ | ----------- | ----------- |  |
|                | Jean-Claude Sandrier élu      | PCF            | 12 795       | 29,77        | 25 993      | 57,69       |  |
|                | Franck Thomas-Richard sortant | UDF (PR)       | 11 791       | 27,43        | 19 066      | 42,31       |  |
|                | Marie-Hélène Bodin            | PS             | 7 005        | 16,3         |             |             |  |
|                | François Scheid               | FN             | 6 494        | 15,11        |             |             |  |
|                | Régis Robin                   | LO             | 2 243        | 5,22         |             |             |  |
|                | Françoise Tessiot             | LDI (MPF)      | 1 441        | 3,35         |             |             |  |
|                | Claude Debéda                 | MDC            | 1 209        | 2,81         |             |             |  |
|                | Christian Raffestin           | Divers droite  | 2            | 0            |             |             |  |
|                |                               |                |              |              |             |             |  |
| Inscrits       | Inscrits                      | Inscrits       | 67 045       | 100,00       | 67 021      | 100,00      |  |
| Abstentions    | Abstentions                   | Abstentions    | 21 373       | 31,88        | 18 690      | 27,89       |  |
| Votants        | Votants                       | Votants        | 45 672       | 68,12        | 48 331      | 72,11       |  |
| Blancs et nuls | Blancs et nuls                | Blancs et nuls | 2 692        | 5,89         | 3 272       | 6,77        |  |
| Exprimés       | Exprimés                      | Exprimés       | 42 980       | 94,11        | 45 059      | 93,23       |  |

Le suppléant de Jean-Claude Sandrier était François Dumon, permanent politique, conseiller régional, conseiller général du canton de Vierzon-1, conseiller municipal de Vierzon.

### Élections de 2002
| Candidat       | Candidat                           | Parti            | Premier tour | Premier tour | Second tour | Second tour |  |
| Candidat       | Candidat                           | Parti            | Voix         | %            | Voix        | %           |  |
| -------------- | ---------------------------------- | ---------------- | ------------ | ------------ | ----------- | ----------- |  |
|                | Jean-Claude Sandrier sortant réélu | PCF              | 16 027       | 38,64        | 21 584      | 55,65       |  |
|                | Franck Thomas-Richard              | UMP              | 12 585       | 30,34        | 17 202      | 44,35       |  |
|                | Françoise Merlin                   | FN               | 4 543        | 10,95        |             |             |  |
|                | Samir Bahlis                       | PRG (PS)         | 3 437        | 8,29         |             |             |  |
|                | Henri Deffontaines                 | MPF              | 1 181        | 2,85         |             |             |  |
|                | Régis Robin                        | LO               | 926          | 2,23         |             |             |  |
|                | Claude Affouard                    | CPNT             | 894          | 2,16         |             |             |  |
|                | Sandrine Martin                    | MNR              | 566          | 1,36         |             |             |  |
|                | Pascal Richard                     | Divers gauche    | 466          | 1,12         |             |             |  |
|                | Joaquim Lopez Rivas                | LCR              | 445          | 1,07         |             |             |  |
|                | Eliane Pessel                      | Pôle républicain | 413          | 1            |             |             |  |
|                |                                    |                  |              |              |             |             |  |
| Inscrits       | Inscrits                           | Inscrits         | 68 845       | 100,00       | 68 779      | 100,00      |  |
| Abstentions    | Abstentions                        | Abstentions      | 26 176       | 38,02        | 27 989      | 40,69       |  |
| Votants        | Votants                            | Votants          | 42 669       | 61,98        | 40 790      | 59,31       |  |
| Blancs et nuls | Blancs et nuls                     | Blancs et nuls   | 1 186        | 2,78         | 2 004       | 4,91        |  |
| Exprimés       | Exprimés                           | Exprimés         | 41 483       | 97,22        | 38 786      | 95,09       |  |

Le suppléant de Jean-Claude Sandrier était François Dumon.

### Élections de 2007
| Candidat       | Candidat                           | Parti          | Premier tour | Premier tour | Second tour | Second tour |  |
| Candidat       | Candidat                           | Parti          | Voix         | %            | Voix        | %           |  |
| -------------- | ---------------------------------- | -------------- | ------------ | ------------ | ----------- | ----------- |  |
|                | Franck Thomas-Richard              | UMP            | 13 929       | 34,46        | 17 324      | 42,63       |  |
|                | Jean-Claude Sandrier sortant réélu | PCF            | 12 611       | 31,2         | 23 318      | 57,37       |  |
|                | Marie-Hélène Bodin                 | PS             | 5 361        | 13,26        |             |             |  |
|                | Nadia Essayan                      | UDF–MoDem      | 2 809        | 6,95         |             |             |  |
|                | Françoise Merlin                   | FN             | 2 012        | 4,98         |             |             |  |
|                | Bérengère Esnault                  | Les Verts      | 878          | 2,17         |             |             |  |
|                | Charlie Couverture                 | LCR            | 692          | 1,71         |             |             |  |
|                | Sylvie Cormier                     | CPNT           | 692          | 1,71         |             |             |  |
|                | Gabrielle Dubus                    | MPF            | 650          | 1,61         |             |             |  |
|                | Régis Robin                        | LO             | 525          | 1,3          |             |             |  |
|                | Louis Léon                         | Divers         | 267          | 0,66         |             |             |  |
|                |                                    |                |              |              |             |             |  |
| Inscrits       | Inscrits                           | Inscrits       | 70 167       | 100,00       | 70 169      | 100,00      |  |
| Abstentions    | Abstentions                        | Abstentions    | 28 843       | 41,11        | 27 939      | 39,82       |  |
| Votants        | Votants                            | Votants        | 41 324       | 58,89        | 42 230      | 60,18       |  |
| Blancs et nuls | Blancs et nuls                     | Blancs et nuls | 898          | 2,17         | 1 588       | 3,76        |  |
| Exprimés       | Exprimés                           | Exprimés       | 40 426       | 97,83        | 40 642      | 96,24       |  |

Le suppléant de Jean-Claude Sandrier était François Dumon.

### Élections de 2012
| Candidat       | Candidat               | Parti          | Premier tour | Premier tour | Second tour | Second tour |  |
| Candidat       | Candidat               | Parti          | Voix         | %            | Voix        | %           |  |
| -------------- | ---------------------- | -------------- | ------------ | ------------ | ----------- | ----------- |  |
|                | Nicolas Sansu élu      | FG (PCF)       | 10 958       | 28,94        | 15 742      | 100,00      |  |
|                | Agnès Sinsoulier-Bigot | PS             | 10 202       | 26,95        | Retrait     | Retrait     |  |
|                | Maria Crespel          | UMP            | 7 553        | 19,95        |             |             |  |
|                | François Scheid        | RBM (FN)       | 6 222        | 16,43        |             |             |  |
|                | Marie-José Lechelon    | EÉLV           | 1 039        | 2,74         |             |             |  |
|                | Bernadette Guille      | PRV            | 1 037        | 2,74         |             |             |  |
|                | Régis Robin            | LO             | 439          | 1,16         |             |             |  |
|                | Michel Lasserre        | NPA (GA)       | 412          | 1,09         |             |             |  |
|                |                        |                |              |              |             |             |  |
| Inscrits       | Inscrits               | Inscrits       | 70 128       | 100,00       | 70 120      | 100,00      |  |
| Abstentions    | Abstentions            | Abstentions    | 31 301       | 44,63        | 46 578      | 66,43       |  |
| Votants        | Votants                | Votants        | 38 827       | 55,37        | 23 542      | 33,57       |  |
| Blancs et nuls | Blancs et nuls         | Blancs et nuls | 965          | 2,49         | 7 800       | 33,13       |  |
| Exprimés       | Exprimés               | Exprimés       | 37 862       | 97,51        | 15 742      | 66,87       |  |

Le suppléant de Nicolas Sansu était Jean-Michel Guérineau, attaché parlementaire, conseiller général du canton de Bourges-1, adjoint au maire de Bourges.

### Élections de 2017
|                                                                      |                                                                         |                           |                           |                          |                          |
|                                                                      |                                                                         | Premier tour 11 juin 2017 | Premier tour 11 juin 2017 | Second tour 18 juin 2017 | Second tour 18 juin 2017 |
|                                                                      |                                                                         |                           |                           |                          |                          |
|                                                                      |                                                                         | Nombre                    | % des inscrits            | Nombre                   | % des inscrits           |
| Inscrits                                                             | Inscrits                                                                | 70 124                    | 100,00                    | 70 141                   | 100,00                   |
| Abstentions                                                          | Abstentions                                                             | 36 804                    | 52,48                     | 39 698                   | 56,60                    |
| Votants                                                              | Votants                                                                 | 33 320                    | 47,52                     | 30 443                   | 43,40                    |
|                                                                      |                                                                         |                           | % des votants             |                          | % des votants            |
| Bulletins blancs                                                     | Bulletins blancs                                                        | 645                       | 1,94                      | 2 181                    | 7,16                     |
| Bulletins nuls                                                       | Bulletins nuls                                                          | 220                       | 0,66                      | 935                      | 3,07                     |
| Suffrages exprimés                                                   | Suffrages exprimés                                                      | 32 455                    | 97,40                     | 27 327                   | 89,76                    |
|                                                                      |                                                                         |                           |                           |                          |                          |
| Candidat Étiquette politique (partis et alliances)                   | Candidat Étiquette politique (partis et alliances)                      | Voix                      | % des exprimés            | Voix                     | % des exprimés           |
|                                                                      |                                                                         |                           |                           |                          |                          |
|                                                                      | Nadia Essayan Mouvement démocrate (La République en marche)             | 10 794                    | 33,26                     | 14 366                   | 52,57                    |
|                                                                      | Nicolas Sansu (député sortant) Parti communiste français                | 7 919                     | 24,40                     | 12 961                   | 47,43                    |
|                                                                      | Martine Raimbault Front national                                        | 5 328                     | 16,42                     |                          |                          |
|                                                                      | Sophie Bertrand Les Républicains (Union des démocrates et indépendants) | 4 471                     | 13,78                     |                          |                          |
|                                                                      | Agnès Sinsoulier-Bigot Parti socialiste                                 | 1 216                     | 3,75                      |                          |                          |
|                                                                      | Marie-Thérèse Petit Europe Écologie Les Verts                           | 974                       | 3,00                      |                          |                          |
|                                                                      | Richard Carton Divers                                                   | 625                       | 1,93                      |                          |                          |
|                                                                      | Régis Robin Lutte ouvrière                                              | 520                       | 1,60                      |                          |                          |
|                                                                      | Charly Perragin Divers                                                  | 374                       | 1,15                      |                          |                          |
|                                                                      | Carole Sicot Divers (Union populaire républicaine)                      | 234                       | 0,72                      |                          |                          |
| Source : Ministère de l'Intérieur - Deuxième circonscription du Cher |                                                                         |                           |                           |                          |                          |

Le suppléant de Nadia Essayan était Philippe Debroye, directeur d’établissements médico-sociaux pour enfants en situation de handicap, conseiller municipal de Mehun-sur-Yèvre.

### Élections de 2022
| Résultats des élections législatives des 12 et 19 juin 2022 de la 2e circonscription du Cher |                          |                          |                          |              |              |             |             |
| Candidat                                                                                     | Candidat                 | Parti et coalition       | Nuance                   | Premier tour | Premier tour | Second tour | Second tour |
| Candidat                                                                                     | Candidat                 | Parti et coalition       | Nuance                   | Voix         | %            | Voix        | %           |
|                                                                                              | Nicolas Sansu            | PCF (NUPES)              | NUP                      | 10 300       | 32,36        | 14 443      | 54,37       |
|                                                                                              | Christine Poly           | RN                       | RN                       | 7 317        | 22,99        | 12 113      | 45,63       |
|                                                                                              | Nadia Essayan            | MoDem (ENS)              | ENS                      | 7 193        | 22,60        |             |             |
|                                                                                              | Adrien Baert             | LR (UDC)                 | LR                       | 3 912        | 12,29        |             |             |
|                                                                                              | Mathilde Patte Suchetet  | REC                      | REC                      | 1 088        | 3,42         |             |             |
|                                                                                              | Emma Debeugny            | PA                       | ECO                      | 596          | 1,87         |             |             |
|                                                                                              | Sophie Merlin            | SE                       | DIV                      | 584          | 1,83         |             |             |
|                                                                                              | Régis Robin              | LO                       | DXG                      | 459          | 1,44         |             |             |
|                                                                                              | Monique Florent          | DLF (UPF)                | DSV                      | 383          | 1,20         |             |             |
| Votes valides                                                                                | Votes valides            | Votes valides            | Votes valides            | 31 832       | 97,58        | 26 546      | 87,22       |
| Votes blancs                                                                                 | Votes blancs             | Votes blancs             | Votes blancs             | 572          | 1,75         | 2 918       | 3,20        |
| Votes nuls                                                                                   | Votes nuls               | Votes nuls               | Votes nuls               | 219          | 0,67         | 973         | 9,59        |
| Total                                                                                        | Total                    | Total                    | Total                    | 32 623       | 100          | 30 437      | 100         |
| Abstention                                                                                   | Abstention               | Abstention               | Abstention               | 36 244       | 52,63        | 38 421      | 55,80       |
| Inscrits / participation                                                                     | Inscrits / participation | Inscrits / participation | Inscrits / participation | 68 867       | 47,37        | 68 858      | 44,20       |

Le suppléant de Nicolas Sansu était Yvon Beuchon, fonctionnaire, maire DVG de La Chapelle-Saint-Ursin.

### Élections de 2024
| Candidat                 | Candidat                    | Parti et coalition       | Nuance                   | Premier tour | Premier tour | Second tour | Second tour |
| Candidat                 | Candidat                    | Parti et coalition       | Nuance                   | Voix         | %            | Voix        | %           |
| ------------------------ | --------------------------- | ------------------------ | ------------------------ | ------------ | ------------ | ----------- | ----------- |
|                          | Bastian Duenas              | RN                       | RN                       | 17 246       | 40,56        | 20 220      | 49,37       |
|                          | Nicolas Sansu sortant réélu | PCF (NFP)                | UG                       | 12 621       | 29,68        | 20 739      | 50,63       |
|                          | Gabriel Behaghel            | HOR (ENS)                | ENS                      | 8 857        | 20,83        | Retrait     | Retrait     |
|                          | Philippe Bulteau            | app. LR                  | DVD                      | 2 705        | 6,36         |             |             |
|                          | Régis Robin                 | LO                       | EXG                      | 580          | 1,36         |             |             |
|                          | Ludovic Jaulin              | REC                      | REC                      | 508          | 1,19         |             |             |
|                          |                             |                          |                          |              |              |             |             |
| Votes valides            | Votes valides               | Votes valides            | Votes valides            | 42 517       | 96,64        | 40 959      | 91,63       |
| Votes blancs             | Votes blancs                | Votes blancs             | Votes blancs             | 949          | 2,16         | 2 795       | 6,25        |
| Votes nuls               | Votes nuls                  | Votes nuls               | Votes nuls               | 530          | 1,20         | 945         | 2,11        |
| Total                    | Total                       | Total                    | Total                    | 43 996       | 100          | 44 699      | 100         |
| Abstention               | Abstention                  | Abstention               | Abstention               | 24 480       | 35,75        | 23 782      | 34,73       |
| Inscrits / participation | Inscrits / participation    | Inscrits / participation | Inscrits / participation | 68 476       | 64,25        | 68 481      | 65,27       |

La suppléante de Nicolas Sansu est Irène Félix, DVG, Présidente de la Communauté d'agglomération Bourges Plus, conseillère municipale de Bourges.

#### Département du Cher
- La fiche de l'INSEE de cette circonscription : « Tableaux et Analyses de la deuxième circonscription du Cher », sur insee.fr, site de l'Institut national de la statistique et des études économiques (consulté le 10 juin 2007) [PDF]

- « Tous les députés du département du Cher depuis 1789 », sur assemblee-nationale.fr, site de l'Assemblée nationale française (consulté le 10 juin 2007)

- « Informations contentieuses sur le département du Cher (Élections législatives de 2002) »(Archive.org • Wikiwix • Archive.is • Google • Que faire ?), sur conseil-constitutionnel.fr, site du Conseil constitutionnel (consulté le 13 juin 2007)

#### Circonscriptions en France
- « Carte des circonscriptions législatives en France », sur assemblee-nationale.fr, site de l'Assemblée nationale française (consulté le 10 juin 2007)

- « Résultats électoraux officiels en France »(Archive.org • Wikiwix • Archive.is • Google • Que faire ?), sur interieur.gouv.fr, site du ministère de l'Intérieur (France) (consulté le 13 juin 2007)

- Description et Atlas des circonscriptions électorales de France sur http://www.atlaspol.com, Atlaspol, site de cartographie géopolitique, consulté le 13 juin 2007.